# Mica
Las micas son minerales pertenecientes a un grupo numeroso de silicatos de alúmina, hierro, calcio, magnesio y minerales alcalinos caracterizados por su fácil exfoliación en delgadas láminas flexibles, elásticas y muy brillantes, dentro del subgrupo de los filosilicatos. Su sistema cristalino es monoclínico. Generalmente se encuentran en las rocas ígneas tales como el granito y las rocas metamórficas como el esquisto. Las variedades más abundantes son la biotita y la moscovita.
Las micas figuran entre los minerales más abundantes de la naturaleza. En total constituyen aproximadamente 3,8 % del peso de la corteza terrestre, encontrándose, fundamentalmente en rocas intrusivas ácidas y esquistos micáceos cristalinos.
Se encuentra en la naturaleza junto con otros minerales (cuarzo, feldespato) formando vetas dentro de rocas generalmente duras. Es necesario realizar voladuras de las rocas para después eliminar los minerales extraños y obtener así la llamada mica en bruto. El rendimiento de esta explotación es muy bajo. Normalmente se cifra en un 1 % a un 2 %, y raramente se llega al 10 %. La mica en bruto es posteriormente exfoliada, recortada y exfoliada de nuevo para pasar a ser clasificada de acuerdo con el tamaño de los cuadrados obtenidos. Posteriormente, es clasificada de nuevo atendiendo a la transparencia, contenido de minerales extraños, lisura de la superficie, etc.
La palabra mica se deriva del latín mica, que significa una miga, y probablemente influenciado por micare, para brillar.
Las micas se utilizan en productos como paneles de yeso, pinturas, masillas, especialmente en piezas para automóviles, tejados y tejas, así como en electrónica. El mineral se utiliza en cosmética y alimentación para añadir "brillo" o "escarcha".

## Propiedades y estructura
El grupo de la mica está compuesto por 37 minerales de filosilicato. Todos cristalizan en el sistema monoclínico, con tendencia a cristales pseudohexagonales, y son similares en estructura pero varían en composición química. Las micas son de translúcidas a opacas, con un brillo vítreo o nacarado, y los distintos minerales de mica presentan colores que van del blanco al verde o del rojo al negro. Los yacimientos de mica suelen tener un aspecto escamoso o laminar.
La estructura cristalina de la mica se describe como TOT-c, lo que significa que se compone de capas paralelas TOT débilmente unidas entre sí por catións (c). A su vez, las capas TOT están formadas por dos láminas tetraédricas (T) fuertemente unidas a las dos caras de una única lámina octaédrica (O). El enlace iónico relativamente débil entre las capas TOT es lo que confiere a la mica su perfecto clivaje basal.
Las láminas tetraédricas están formadas por tetraedros de sílice, cada ion de silicio rodeado por cuatro iones de oxígeno. En la mayoría de las micas, uno de cada cuatro iones de silicio es sustituido por un ion de aluminio, mientras que en las micas frágiles la mitad de los iones de silicio son sustituidos por iones de aluminio. Los tetraedros comparten cada uno tres de sus cuatro iones de oxígeno con los tetraedros vecinos para producir una lámina hexagonal. El ion oxígeno restante (el ion oxígeno apical) está disponible para unirse con la lámina octaédrica.
La lámina octaédrica puede ser dioctaédrica o trioctaédrica. Una lámina trioctaédrica tiene la estructura de una lámina del mineral brucita, siendo el magnesio o el hierro ferroso el catión más común. Una lámina dioctaédrica tiene la estructura y (típicamente) la composición de una lámina de gibbsita, siendo el aluminio el catión. Los oxígenos apicales ocupan el lugar de algunos de los iones hidroxilo que estarían presentes en una lámina de brucita o gibbsita, uniendo fuertemente las láminas tetraédricas a la lámina octaédrica.
Las láminas tetraédricas tienen una fuerte carga negativa, ya que su composición mayoritaria es AlSi3O105-. La lámina octaédrica tiene una carga positiva, ya que su composición mayoritaria es Al(OH)2+ (para una lámina dioctaédrica con los sitios apicales vacantes) o M3(OH)24+ (para un sitio trioctaédrico con los sitios apicales vacantes; M representa un ion divalente como el hierro ferroso o el magnesio) La capa TOT combinada tiene una carga negativa residual, ya que su composición es Al2(AlSi3O10)(OH)2- o M3(AlSi3O10)(OH)2-. La carga negativa restante de la capa TOT es neutralizada por los cationes intercalares (normalmente iones de sodio, potasio o calcio)..
Debido a que los hexágonos de las láminas T y O son ligeramente diferentes en tamaño, las láminas se distorsionan ligeramente cuando se unen en una capa TOT. Esto rompe la simetría hexagonal y la reduce a simetría monoclínica. Sin embargo, la simetría hexaédrica original es perceptible en el carácter pseudohexagonal de los cristales de mica.

## Clasificación
Químicamente, las micas pueden presentar la fórmula general:
X2Y4-6Z8O20(OH, F)4,
en donde:
X es K, Na, o Ca o menos comúnmente Ba, Rb, o Cs;
Y es Al, Mg, o Fe o menos comúnmente Mn, Cr, Ti, Li, etcétera;
Z es principalmente Si o Al, pero también puede incluir Fe3+ o Ti.

Estructuralmente, las micas pueden clasificarse en dioctaédricas (Y = 4) y trioctaédricas (Y = 6). Si el ion X es K o Na, la mica es una mica común, mientras que si el ion X es Ca, la mica se clasifica como mica frágil.

### Micas dioctaédricas
- moscovita[10]
- paragonita

Micas quebradizas:
- margarita[11]

### Micas trioctaédricas
Micas comunes:
- biotita[10]
- flogopita
- lepidolita
- zinnwaldita

Micas quebradizas:
- clintonita

### Micas deficientes entre capas
Las micas de grano muy fino, que suelen mostrar más variación en el contenido de iones y agua, se denominan informalmente "micas arcillosas". Entre ellas se incluyen:
- hidromuscovita, con H3O+ junto con K en el sitio X;
- illita, con una deficiencia de K en el sitio X y, en correspondencia, más Si en el sitio Z;
- phengita, en la que Mg o Fe2+ sustituyen al Al en el sitio Y y con un aumento correspondiente de Si en el sitio Z.

El término sericita es el nombre dado a granos y agregados muy finos y desiguales de micas blancas (incoloras).

## Usos
Las particulares características de elasticidad, flexibilidad y resistencia al calor y al agua de las láminas hacen que constituyan un precioso material para la industria debido a sus propiedades como aislantes eléctricos y térmicos. La mica se utiliza en aplicaciones de alta responsabilidad como aislamiento de máquinas de alta tensión y gran potencia, turbogeneradores, motores eléctricos, y algunos tipos de condensadores. Debido a que la mica mantiene sus propiedades eléctricas cuando se calienta hasta varios centenares de grados, se le considera un material de la clase térmica alta (clase C según las normas). A temperaturas muy altas, la mica pierde el agua que contiene y pierde transparencia, su espesor aumenta y sus propiedades mecánicas y eléctricas empeoran. La temperatura a la que la mica comienza a perder el agua oscila entre 500-600 °C para la mica flogopita y 800-900 °C en la mica moscovita. La mica solo funde a 1145-1400 °C.

### Propiedades útiles
El valor de la mica se basa en sus propiedades físicas únicas: la estructura cristalina de la mica forma capas que pueden dividirse o delaminarse en finas láminas que suelen causar foliación en las rocas. Estas láminas son químicamente inertes, dieléctricas, elásticas, flexibles, hidrófilas, aislantes, ligeras, platinosas, reflectantes, refractivas, elásticas, y varían en opacidad de transparente a opaco. La mica es estable frente a la electricidad, la luz, la humedad y las temperaturas extremas. Tiene propiedades eléctricas superiores como aislante y como dieléctrico, y puede soportar un campo electrostático mientras disipa un mínimo de energía en forma de calor; se puede dividir muy delgada (0,025 a 0,125 mm o más delgada), manteniendo sus propiedades eléctricas, tiene una ruptura dieléctrica alta, es térmicamente estable a 500 °C (932 °F), y es resistente a descarga corona. La moscovita, la principal mica utilizada por la industria eléctrica, se emplea en condensadores ideales para alta frecuencia y radiofrecuencia. La mica flogopita permanece estable a temperaturas más elevadas (hasta 900 °C (1652,0 °F)) y se utiliza en aplicaciones en las que se requiere una combinación de estabilidad a altas temperaturas y propiedades eléctricas. La moscovita y la flogopita se utilizan en forma de láminas y molidas.

### Mica molida
El principal uso de la mica molida en seco en EE. UU. es en el compuesto de juntas para rellenar y dar acabado a las juntas e imperfecciones de los paneles de yeso (paneles de yeso). La mica actúa como relleno y extendedor, proporciona una consistencia suave, mejora la trabajabilidad del compuesto y proporciona resistencia al agrietamiento. En 2008, el compuesto para juntas representó el 54 % del consumo de mica molida seca. En la industria de la pintura, la mica molida se utiliza como pigmento extendedor que también facilita la suspensión, reduce el caleo, evita la contracción y el cizallamiento de la película de pintura, aumenta la resistencia de la película de pintura a la penetración del agua y a la intemperie y aclara el tono de los pigmentos coloreados. La mica también favorece la adherencia de la pintura en formulaciones acuosas y oleorresinosas. El consumo de mica molida en seco en pintura, el segundo uso en importancia, representó el 22 % de la mica molida en seco utilizada en 2008.
La mica molida se utiliza en la industria de perforación de pozos como aditivo para fluidos de perforación. Los copos de mica molida gruesa ayudan a evitar la pérdida de circulación sellando las secciones porosas del pozo de perforación. Los lodos de perforación de pozos representaron el 15 % del uso de mica molida en seco en 2008. La industria del plástico utiliza la mica molida en seco como diluyente y relleno, especialmente en piezas para automóviles como aislamiento ligero para suprimir el sonido y las vibraciones. La mica se utiliza en fascia y fenders de plástico para automóviles como material de refuerzo, proporcionando propiedades mecánicas mejoradas y mayor estabilidad dimensional, rigidez y resistencia. Los plásticos reforzados con mica también tienen estabilidad dimensional a altas temperaturas, menor alabeo y las mejores propiedades superficiales de cualquier compuesto plástico relleno. En 2008, el consumo de mica molida en seco en aplicaciones plásticas representó el 2 % del mercado. La industria del caucho utiliza la mica molida como relleno inerte y compuesto desmoldeante en la fabricación de productos de caucho moldeados, como neumáticos y cubiertas. Su textura platinosa actúa como agente antibloqueo y antiadherente. El lubricante para moldes de caucho representó el 1,5 % de la mica molida en seco utilizada en 2008. Como aditivo del caucho, la mica reduce la permeación de gas y mejora la elasticidad.
La mica molida en seco se utiliza en la producción de tejados enrollados y asfalto, donde sirve como revestimiento superficial para evitar que se peguen las superficies adyacentes. El revestimiento no es absorbido por los tejados recién fabricados porque la estructura laminar de la mica no se ve afectada por el ácido del asfalto ni por las condiciones meteorológicas. La mica se utiliza en revestimientos decorativos sobre papel pintado, hormigón, estuco y superficies de baldosas. También se utiliza como ingrediente en revestimientos de fundente en varillas de soldadura, en algunas grasas especiales y como revestimiento para compuestos de desmoldeo, agentes de refrentado y lavados de moldes en aplicaciones de fundición. La mica flogopita molida en seco se utiliza en forros de frenos y discos de embrague de automóviles para reducir el ruido y las vibraciones (amianto sustituto); como aislante fonoabsorbente para revestimientos y sistemas de polímeros; en aditivos de refuerzo para polímeros para aumentar la resistencia y la rigidez y mejorar la estabilidad al calor, los productos químicos y la radiación ultravioleta (UV); en escudos térmicos y aislamiento térmico; en aditivos de revestimientos industriales para disminuir la permeabilidad de la humedad y los hidrocarburos; y en formulaciones de polímeros polares para aumentar la resistencia de epoxis, nilones y poliésteres.

### Pinturas y cosméticos
La mica molida en húmedo, que conserva el brillo de sus caras de clivaje, se utiliza principalmente en pinturas nacaradas en la industria del automóvil. Muchos pigmentos de aspecto metálico se componen de un sustrato de mica recubierto con otro mineral, normalmente dióxido de titanio (TiO2). El pigmento resultante produce un color reflectante que depende del grosor del recubrimiento. Estos productos se utilizan para fabricar pintura para automóviles, envases de plástico brillantes, tintas de alta calidad utilizadas en publicidad y aplicaciones de seguridad. En la industria cosmética, sus propiedades reflectantes y refractivas hacen de la mica un ingrediente importante en pinceles, delineador de ojos, sombra de ojos, fundación, purpurina para cabello y cuerpo, barra de labios, brillo de labios, máscara de pestañas, lociones hidratantes y esmalte de uñas. Algunas marcas de pasta de dientes incluyen mica blanca en polvo. Actúa como un abrasivo suave que ayuda a pulir la superficie de los dientes y añade un brillo cosmético a la pasta. La mica se añade a los globos de látex para proporcionar una superficie brillante coloreada.

### Mica para montaje

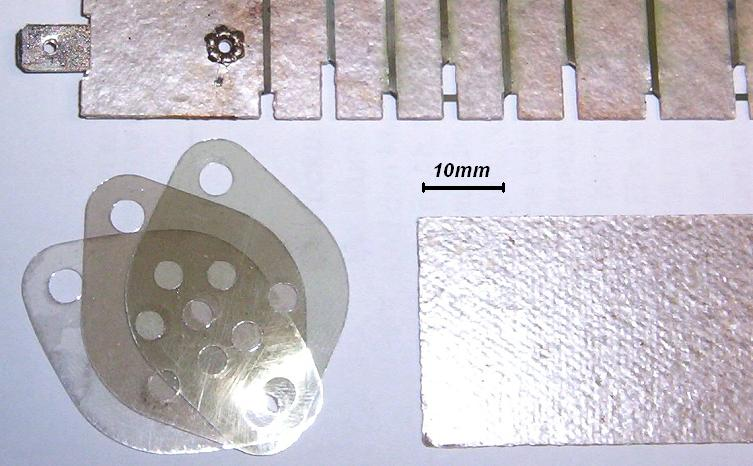
Micanita o mica para montaje aislado de transistores (arriba, derecha) y discos de mica

Los desdoblamientos de moscovita y flogopita pueden fabricarse en diversos productos de mica incorporada, también conocidos como micanita. La mica reconstituida, que se fabrica mediante la colocación mecanizada o manual de capas superpuestas de fragmentos y capas alternas de aglutinantes y fragmentos, se utiliza principalmente como material de aislamiento eléctrico. El aislamiento de mica se utiliza en cables eléctricos de alta temperatura y resistentes al fuego en plantas de aluminio, altos hornos, circuitos de cableado críticos (por ejemplo, sistemas de defensa, sistemas de alarma contra incendios y de seguridad, y sistemas de vigilancia), calentadores y calderas, hornos de madera, fundiciones de metal, y tanques y cableado de hornos. Los hilos y cables aislados con mica para altas temperaturas pueden funcionar hasta 15 minutos en aluminio, vidrio y acero fundidos. Los principales productos son materiales de unión, placas flexibles, calentadores, moldes y segmentos, papel de mica y cinta adhesiva.
La placa flexible se utiliza en inducidos de motores y generadores eléctricos, aislamiento de bobinas de campo y aislamiento de núcleos de imanes y conmutadores. El consumo de mica en placas flexibles fue de unas 21 toneladas en 2008 en Estados Unidos. La placa calefactora se utiliza cuando se requiere aislamiento a alta temperatura. La placa de moldeo es una lámina de mica de la que se cortan y estampan anillos en V para aislar los segmentos de cobre de los extremos del eje de acero de un conmutador. La placa de moldeo también se fabrica en tubos y anillos para el aislamiento de inducidos, arrancadores de motor y transformadores. La placa de segmentos actúa como aislante entre los segmentos de cobre del conmutador de los motores y generadores universales de corriente continua. Se prefiere la mica incorporada de flogopita porque se desgasta al mismo ritmo que los segmentos de cobre. Aunque la muscovita tiene una mayor resistencia al desgaste, provoca crestas irregulares que pueden interferir en el funcionamiento de un motor o generador. El consumo de placa de segmento fue de unas 149 t en 2008 en EE UU. Algunos tipos de mica incorporada tienen los segmentos adheridos reforzados con tela, vidrio, lino, muselina, plástico, seda o papel especial. Estos productos son muy flexibles y se fabrican en hojas anchas y continuas que se envían, enrollan o cortan en cintas o cintas, o se recortan a las dimensiones especificadas. Los productos de mica incorporada también pueden estar ondulados o reforzados por capas múltiples. En 2008, se consumieron en EE. UU. unas 351 t de mica incorporada, principalmente para placas de moldeo (19 %) y placas de segmento (42 %).

### Hoja de mica

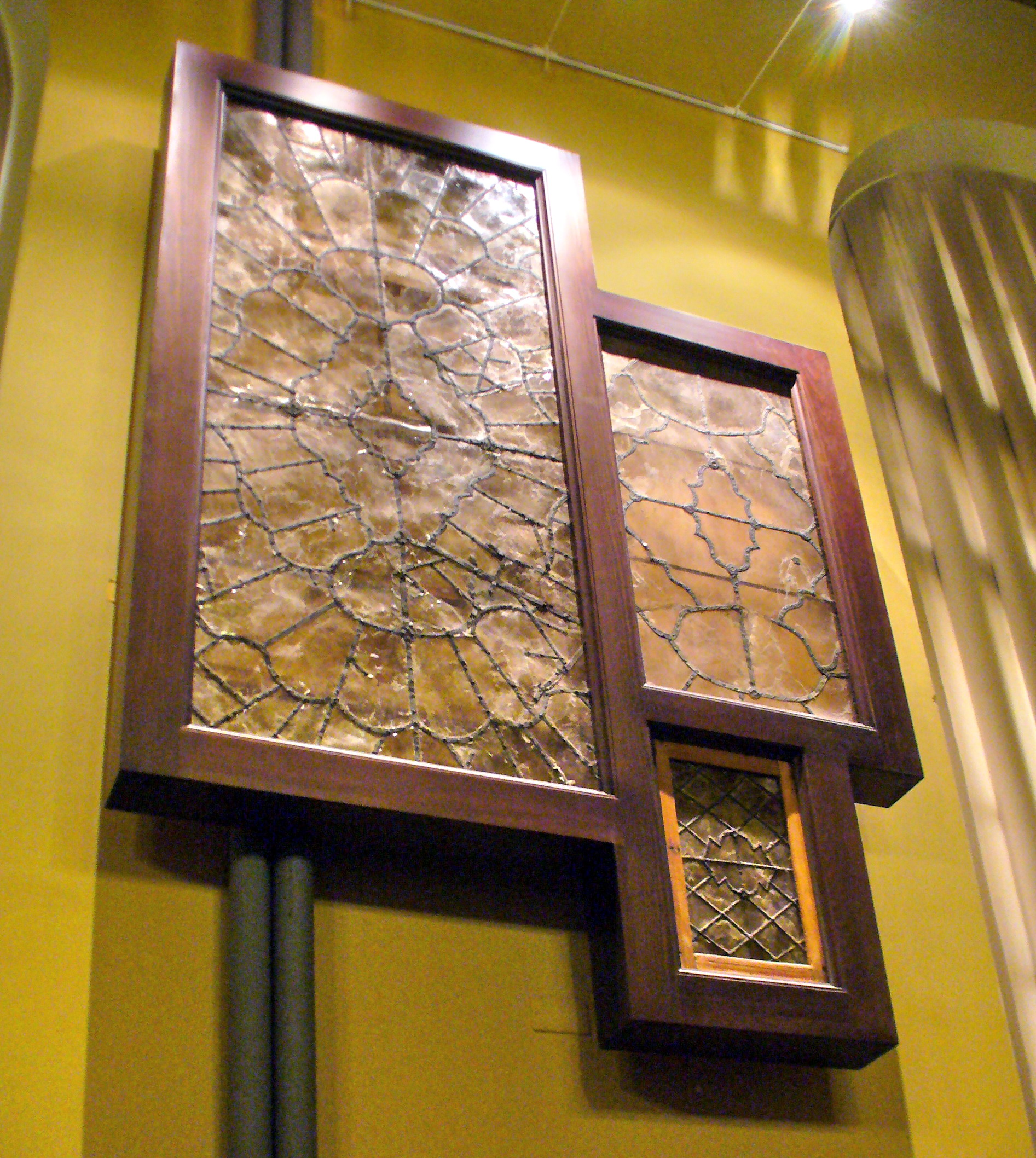
Ventanas de moscovita

La mica en láminas de grado técnico se utiliza en componentes eléctricos, electrónicos, en microscopía de fuerza atómica y como láminas para ventanas. Otros usos incluyen diafragmas para equipos de respiración de oxígeno, diales marcadores para brújulas de navegación, filtros ópticos, pirómetross, reguladores térmicos, ventanas de estufas y calentadores de queroseno, cubiertas de aperturas de radiación para hornos microondas y elementos de calentadores micatérmicos. La mica es birefringente, por lo que se suele utilizar para fabricar placas de cuarto de onda y placas de media onda. Las aplicaciones especializadas de la mica en láminas se encuentran en componentes aeroespaciales de sistemas de misiles lanzados desde el aire, tierra y mar, dispositivos láser, electrónica médica y sistemas de radar. La mica es mecánicamente estable en láminas micrométricas relativamente transparentes a la radiación (como las partículas alfa) e impermeable a la mayoría de los gases. Por ello, se utiliza como ventana en detectores de radiación como los tubos Geiger-Müllers.
En 2008, las láminas de mica representaban la mayor parte de la industria de láminas de mica en Estados Unidos. El consumo de fragmentos de moscovita y flogopita fue de unas 308 t en 2008. Los fragmentos de moscovita procedentes de la India representaron prácticamente todo el consumo estadounidense. El resto se importó principalmente de Madagascar.
Los pequeños trozos cuadrados de láminas de mica también se utilizan en la ceremonia tradicional japonesa Kōdō' para quemar incienso: Se coloca un trozo de carbón encendido dentro de un cono hecho de ceniza blanca. La hoja de mica se coloca encima, actuando como separador entre la fuente de calor y el incienso, con el fin de esparcir la fragancia sin quemarla.

#### Eléctrica y electrónica

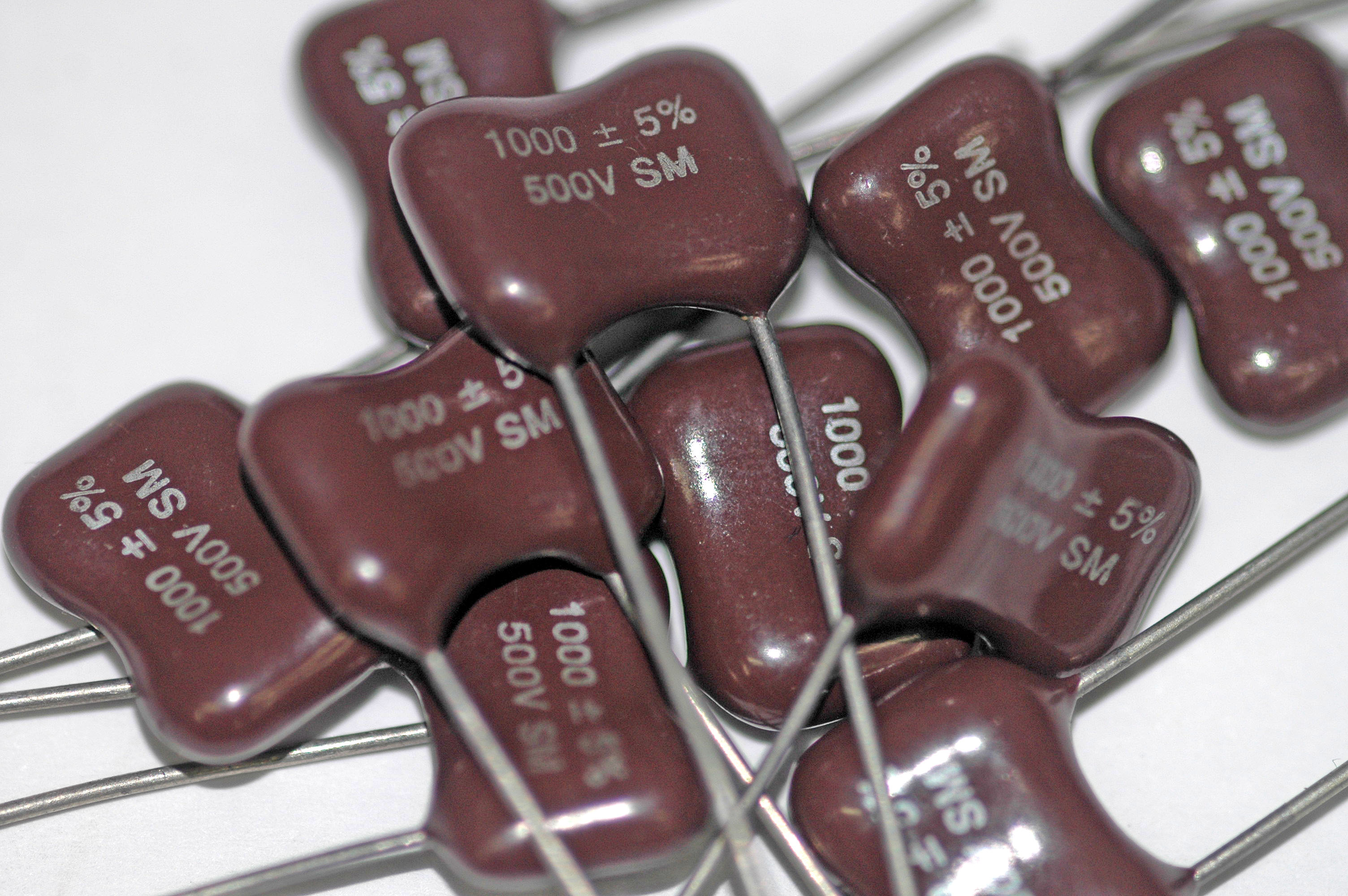
Condensadores de mica plateadas

La mica en láminas se utiliza principalmente en las industrias electrónica y eléctrica. Su utilidad en estas aplicaciones se deriva de sus propiedades eléctricas y térmicas únicas y de sus propiedades mecánicas, que permiten cortarla, perforarla, estamparla y mecanizarla con tolerancias estrechas. En concreto, la mica tiene la particularidad de ser un buen aislante eléctrico y, al mismo tiempo, un buen conductor térmico. El principal uso de la mica en bloque es como aislante eléctrico en equipos electrónicos. La mica en bloque de alta calidad se utiliza para revestir los vidrios de las calderas de vapor de alta presión por su flexibilidad, transparencia y resistencia al calor y a los ataques químicos. Como dieléctrico en capacitores sólo se utiliza la mica muscovita en película de alta calidad, llamada también mica rubí de la India o mica muscovita rubí. La película de mica de mayor calidad se utiliza para fabricar capacitores para patrones de calibración. La calidad inmediatamente inferior se utiliza en capacitores de transmisión. Los capacitores receptores utilizan un grado ligeramente inferior de moscovita de alta calidad.
Las láminas de mica se utilizan para proporcionar estructura al hilo calefactor (como en Kanthal o Nichrome) en elementos calefactores y pueden soportar hasta 900 °C.
Las lámparas de autoencendido de un solo casquillo están aisladas con un disco de mica y contenidas en un tubo de vidrio de borosilicato de descarga de gas (tubo de arco) y un casquillo metálico. Incluyen la lámpara de vapor de sodio que es la lámpara de descarga de gas en el alumbrado público.

#### Microscopía de fuerza atómica
Otro uso de la mica es como sustrato en la producción de superficies ultraplanas de película fina, por ejemplo, superficies de oro. Aunque la superficie de la película depositada sigue siendo rugosa debido a la cinética de deposición, la cara posterior de la película en la interfaz mica-película es ultraplana una vez que la película se retira del sustrato.  Las superficies de mica recién raspadas se han utilizado como sustratos limpios para imágenes en microscopía de fuerza atómica, permitiendo, por ejemplo, la obtención de imágenes de películas de bismuto, glicoproteínas plasmáticas, membrana bicapa, y moléculas de ADN.

#### Mirillas
En calderas, linternas, estufas y calentadores de queroseno se utilizaban finas láminas transparentes de mica como mirillas, ya que eran menos propensas a romperse que el vidrio cuando se exponían a gradientes extremos de temperatura. También se instalaron mirillas de este tipo en carruajes tirados por caballos y en coches de principios del siglo XX, que se denominaban cortinas de isinglass (véase la obra musical de 1943 Oklahoma).

## Variedades de mica
Se divide en micas blancas y negras. Las primeras, entre las que se destaca la moscovita, son ricas en álcalis; las segundas, cuyo principal representante es la biotita, abundan en hierro y en magnesio.
Las micas más importantes son:
- La moscovita, contiene potasio y aluminio, su color puede ser amarillo, pardo, verde o rojo claros. Está presente en rocas ígneas o metamórficas como el gneis y los esquistos. La mica moscovita, presenta mejores propiedades eléctricas que la flogopita, posee una mayor resistencia mecánica, es más dura, flexible y elástica.
- La flogopita, que contiene potasio y magnesio, es transparente en capas delgadas y perladas o vítreas en bloques gruesos, y es de color pardo amarillento, verde o blanca.
- La lepidolita, que contiene litio y aluminio, suele ser de color lila o rosa a blanco grisáceo. Su brillo es perlado y es translúcido. Su composición depende de sus cantidades relativas de Al y Li en coordinación octaédrica. Además, Na, Rb y Cs pueden sustituir al K. Se caracteriza por ser insoluble en ácidos, su exfoliación micácea y su color lila a rosa. Para distinguirla de la moscovita, se hace un ensayo de llama, pues la lepidolita da lugar a una llama de color carmesí (debido al litio)
- La margarita, que contiene calcio y aluminio, es de color rosado, blanco y gris. Presenta brillo vítreo a perlado y es translúcida. Una pequeña cantidad de Na puede reemplazar a Ca. La estructura dioctaédrica es similar a la de la moscovita. Sin embargo, la margarita posee una mayor cantidad de Al.
- La biotita, que contiene potasio, magnesio, hierro y aluminio tiene un fuerte brillo y suele ser de color verde oscuro, pardo o negro, aunque en ocasiones puede ser de color amarillo pálido.

El resto del grupo son:
- aluminoceladonita
- anandita
- annita
- aspidolita
- bityita
- boromoscovita
- celadonita o veronita
- cherniquita
- cromceladonita
- cromfilita
- clintonita o xantofilita
- eastonita
- efesita
- ferroaluminoceladonita
- ferroceladonita
- ferrokinoshitalita
- fluorannita
- fluorflogopita
- fluortetraferriflogopita
- ganterita
- glauconita
- hendricksita
- illita
- kinoshitalita
- lepidolita
- margarita (mineral)
- masutomilita
- montdorita
- moscovita
- nanpingita
- norrishita
- oxikinositalita
- oxiflogopita
- fengita
- flogopita
- polilitionita
- preiswerkita
- roscoelita o clomita
- sericita
- shirokshinita
- shirozulita
- siderofilita
- sokolovaita
- suhailita
- tainiolita
- tetraferriannita
- tetraferriflogopita
- tobelita
- trilithionita
- volosinita
- yangzhumingita
- zinnwaldita

## Sustitutos
Algunos agregados livianos, como diatomita, perlita y vermiculita, pueden sustituirse por mica molida cuando se usan como relleno. La fluoroflogopita sintética molida, una mica rica en flúor, puede reemplazar la mica molida natural para usos que requieren propiedades térmicas y eléctricas de la mica. Muchos materiales pueden sustituir a la mica en numerosos usos eléctricos, electrónicos y de aislamiento. Los sustitutos incluyen polímero de acrilato, acetato de celulosa, fibra de vidrio, papel de pescado, nailon, fenólicos, policarbonato poliéster, estireno, vinil-PVC y fibra vulcanizada. El papel de mica hecho de chatarra de mica se puede sustituir por láminas de mica en aplicaciones eléctricas y de aislamiento.